# Erythropodium indica
Erythropodium indica är en korallart som först beskrevs av Thomson och Henderson 1905.  Erythropodium indica ingår i släktet Erythropodium och familjen Anthothelidae. Inga underarter finns listade i Catalogue of Life.